# Cosmina de Jos, Prahova
Cosmina de Jos este satul de reședință al comunei Cosminele din județul Prahova, Muntenia, România.